# Christian Georg Schmorl
Christian Georg Schmorl (Mügeln, 2 maggio 1861 – Dresda, 14 agosto 1932) è stato un patologo tedesco.

## Biografia
Ha studiato medicina presso l'Università di Lipsia, dove nel 1892 ha ottenuto la sua abilitazione per la medicina forense. Fino al 1894 ha lavorato come assistente sotto il patologo Felix Victor Birch-Hirschfeld. Per la maggior parte della sua carriera (1894-1931) divenne associato con l'ospedale della città di Dresda (Krankenhaus Dresda-Friedrichstadt).
Schmorl è ricordato per il suo lavoro nel campo dell'istologia e negli studi dello scheletro umano. Ha creato una macchia istologica appositamente progettata per mostrare i canalicoli e le lamelle del tessuto osseo. Egli ha anche descritto le sporgenze del disco intervertebrale e nel corpo vertebrale. Queste sporgenze sono ormai note come ernia di Schmorl. Poco prima di morire, Schmorl ha pubblicato Die Gesunde und Kranke Wirbelsäule. È morto a causa di una sepsi dovuta a un'infezione a un dito.
Nel 1904 Schmorl ha coniato il termine kernittero per descrivere l'ittero nucleare dei gangli. Questa condizione è stata identificata in precedenza nel 1875 dal patologo Johannes Orth (1847-1923).

## Opere
- Ein Fall von Hermaphroditismus. Virchows Archiv 113, 2, 229—244 (1888) DOI:10.1007/BF02360124
- Carl Karg, Georg Schmorl: Atlas der pathologischen Gewebelehre. Leipzig: Vogel, 1893
- Pathologisch-anatomische Untersuchungen über Puerperal-Eklampsie. Verlag FCW Vogel, Leipzig; 1893
- Die pathologisch-histologischen Untersuchungsmethoden. Leipzig, 1897 (15. Auflage 1928)
- Bode E, Schmorl. Ueber Tumoren der Placenta. Archiv für Gynäkologie 56, 1, 73-82 (1898) DOI:10.1007/BF02018897
- Stereoskopisch-photographischer Atlas der pathologischen Anatomie des Herzens. Munich, 1899
- Zur Lehre von der Eklampsie. Archiv für Gynäkologie 65, 2, 504—529 (1902) DOI:10.1007/BF02007170
- Zur Kenntnis des ikterus neonatorum, insbesondere der dabei auftretenden gehirnveränderungen. Verh Dtsch Pathol Ges 6, 109—115 (1904)
- Bemerkungen zu der Arbeit von Ribbert: Die Traktionsdivertikel des Oesophagus. Dieses Archiv Bd. 178, Heft 3. Virchows Archiv 179, 1, 190—193 (1905) DOI:10.1007/BF02029816
- Die pathologisch-histologischen Untersuchungsmethoden (FCW Vogel 1907)
- Über die Beeinflussung des Knochenwachstums durch phosphorarme Ernährung (1913) DOI:10.1007/BF01865422
- Die pathologische Anatomie der Wirbelsäule. Verhandlungen der Deutschen orthopädischen Gesellschaft 21, 3-41 (1926)
- Über Dehnungs- und Zerrungsvorgänge an den Bandscheiben und ihre Folgen. Zentralblatt für allgemeine Pathologie und pathologische Anatomie 40, 244—246 (1927)
- Kurze Bemerkung zur Arbeit von R. Probst über die Häufigkeit des Lungencarcinoms (1927)
- Die Pathogenese der juvenilen Kyphose. Fortschr. geb. Rontgen (1930)
- Junghans J, Schmorl CG. Die gesunde und kranke Wirbelsäule im Röntgenbild. Fortschritte auf dem Gebiete der Röntgenstrahlen 43 (1932)
- Beitrag zur Kenntnis der Spondylolisthese. Langenbeck’s Archives of Surgery 237, 3, 422—428 (1932) DOI:10.1007/BF02796845
- Schmorl, G. Ueber ein pathogenes Fadenbacterium (Streptothrix cuniculi). Deutsch Z. Thiermed. 17:375-408. 1891